# اچ‌ام‌اس داینتی (دی۱۰۸)
اچ‌ام‌اس داینتی (دی۱۰۸) (به انگلیسی: HMS Dainty (D108)) یک کشتی است که طول آن ۳۹۰ فوت (۱۲۰ متر) می‌باشد. این کشتی در سال ۱۹۵۰ ساخته شد.